# Здесь твой фронт
«Здесь твой фронт» — советский фильм 1983 года режиссёра Эдуарда Гаврилова.

## Сюжет
О подвиге работников тыла в годы Великой Отечественной войны — Свердловский тракторный завод «Уралмаш» получает от ГКО приказ — в течение суток вдвое увеличить выпуск танков Т-34. Выполнение этой задачи требует от работников завода максимальной отдачи и напряжения физических и нравственных сил. В центре сюжета — семья потомственного уральского рабочего Василия Маркелова. Он и его дети стоят у заводских станков день и ночь, но в какой-то момент младший сын убегает на фронт, не понимая, что его фронт сейчас именно здесь, на заводе…

В центре фильма — рабочая семья, прекрасные советские люди. Мне хотелось создать некий реквием по героическому поколению, вынесшему на своих плечах неимоверную тяжесть тех дней.— сценарист фильма Геннадий Бокарев, из интервью журналу «Театральная жизнь», 1983

## В ролях
- Михаил Глузский — Василий Игнатьевич Маркелов, глава рабочей династии
- Андрей Мартынов — Сергей Петрович, директор завода
- Николай Гринько — парторг завода
- Юрий Лахин — главный инженер
- Борис Невзоров — Павел
- Марина Яковлева — Зинаида Маркелова
- Виктор Корешков — Михаил Маркелов, заводской специалист, рвавшийся на фронт
- Надежда Озерова — Татьяна, невеста Михаила Маркелова
- Мария Виноградова — Дарья Маркелова, мать
- Юрий Катин-Ярцев — дед Матвей, рабочий завода
- Михаил Жигалов — Алексей, майор НКВД
- Роман Громадский — главный технолог
- Клавдия Хабарова — Мария Николаевна, секретарь директора завода
- Николай Шестаков — Митька
- О. Соболева — Анна Маркелова
- Л. Леонтьева — бабка Липа
- Юрий Алексеев — эпизод
- Владимир Кадочников — эпизод
- Павел Федосеев — эпизод